# Sara Widén

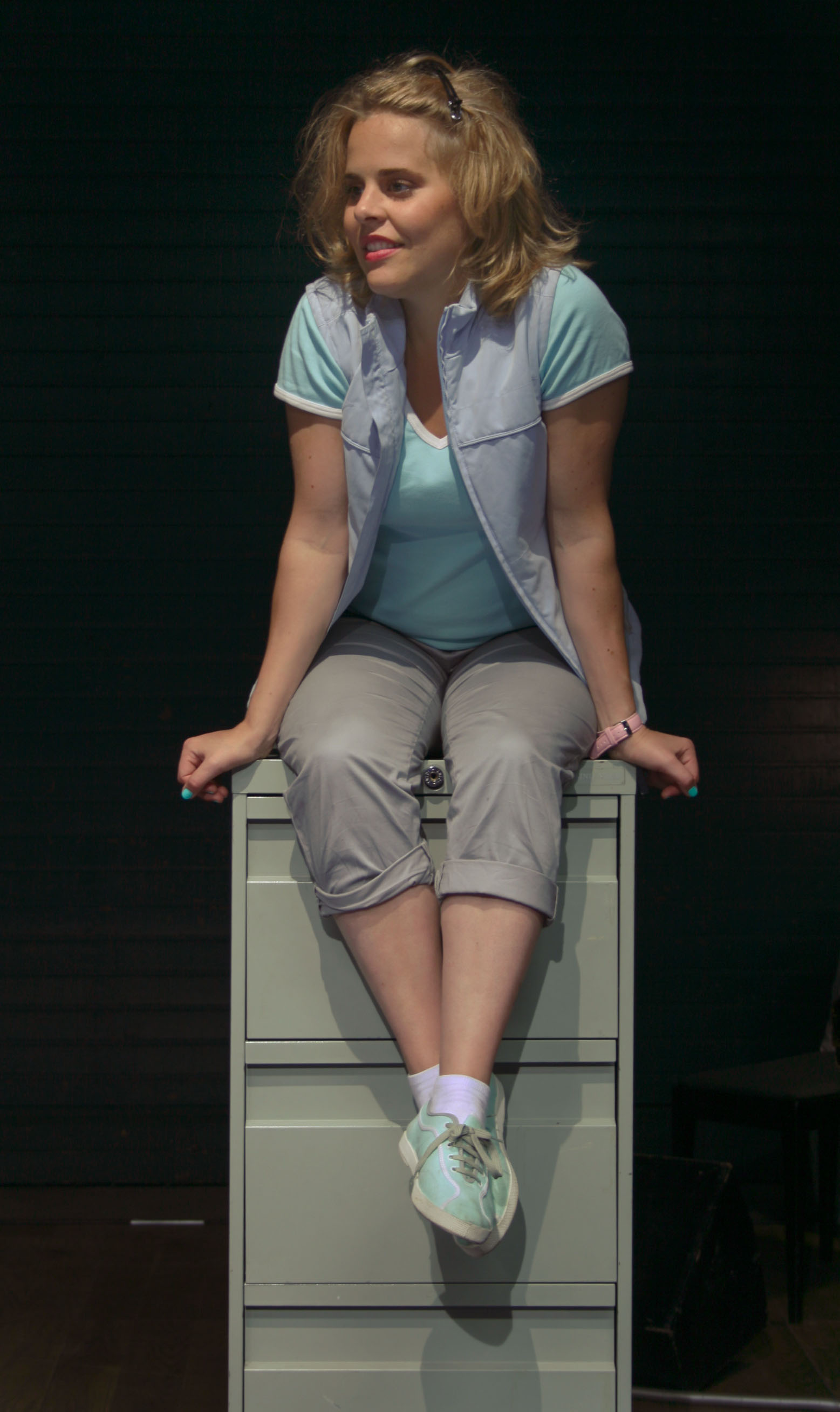
Sara Widén 2011

Sara Kristina Widén, född 9 maj 1981 i Halmstad, död 13 juni 2014 i Oscars församling i Stockholm, var en svensk operasångerska (sopran) och solist vid Kungliga Operan.

## Biografi
Widén föddes i Halmstad men flyttade tidigt, när hennes föräldrar fick jobb som musiklärare i Hjo och Tidaholm, till Hjo där hon växte upp. Hennes yngre bror Jacob Widén spelar i bandet Neverstore. Hon studerade på musikerprogrammet vid Musikhögskolan vid Göteborgs universitet 2000-2004 och musikalprogrammet på Högskolan för scen och musik vid Göteborgs universitet 2004-2007. 
Under studietiden på musikalprogrammet gjorde hon rollen som den yngsta dottern Chava i Spelman på taket vid Östgötateatern i regi av Hans Wigren. Efter studierna fick hon sina första uppdrag i ensemblen i den tyska musikalen Rebecca vid Raimund Theater 2007 i Wien och i ensemblen på Fantomen på operan vid Det Ny Teater 2008-2009 i Köpenhamn. Tillbaka i Sverige påbörjade hon 2010 masterprogrammet vid Operahögskolan i Stockholm där hon tog en masterexamen 2012. Slutproduktionen på Operahögskolan var Puccinis Il tabarro där hon spelade rollen som Giorgetta och förutspåddes en lysande framtid. Efter sin masterexamen gjorde hon 2012 rollen som pagen Oscar i Maskeradbalen på Folkoperan i Stockholm. På Kungliga operan medverkade hon 2013-2014 i Trollflöjten som Pamina och i Don Giovanni som Zerlina.
Widén blev 33 år och avled 2014 efter en tids sjukdom.
Hon är begravd på Norra Fågelås kyrkogård utanför Hjo.